# Grini
Grini (ou Polizeihäftlingslager Grini, em alemão) foi um campo de concentração nazi, situado nos arredores de Oslo, na Noruega, no município de Bærum. 
Foi construído inicialmente como uma prisão de mulheres, em 1939, mas passou a ser usado como campo de concentração, principalmente para presos políticos noruegueses, em 2 de Maio de 1941. Um dos detidos nesse dia foi Andreas Møll Hansen, um estudante norueguês na clandestinidade.
Ao todo, passaram cerca de 20.000 prisoneiros por Grini, tendo havido no máximo 5.400 detidos em simultâneo. Destes, 3402 foram deportados para campos de concentração da Alemanha ou de outras zonas sob ocupação nazi. O número total de mortos não é conhecido, apesar da Gestapo e da polícia usarem o local com frequência para fins de tortura. Pelo menos oito pessoas foram executadas em 1944, três das quais mulheres. As execuções tinham frequentemente lugar na fortaleza de Akershus .
Após a guerra, a prisão foi usada para deter noruegueses condenados por traição, tendo recebido o novo nome de Ilebu. Foi encerrada em 1950, mas veio a ser reaberta em 1952 como Ila landsfengsel og sikringsanstalt, uma prisão para criminosos cumprindo penas pesadas.
Foram aprisionadas pessoas de diversas origens e profissões, como um antigo vencedor do prémio Nobel, professores, cientistas, advogados, políticos, pintores, sacerdotes e outros, envolvidos em ajudar compatriotas seus a fugir para a Suécia e para a Grã-Bretanha.

## Alguns dos prisioneiros mais famosos
| - Johannes Andenæs - Reidar Aulie - Lars Berg - Johan Borgen - Abraham Borøchstein - Trygve Bratteli - Anton Wilhelm Brøgger - Francis Bull - Hermann Fischer | - Ingeborg Refling Hagen - Ole Hallesby - Odd Hassel - Johan Bernhard Hjort - Gunnar Jahn - Alvild Jørgensen - Einar Gerhardsen - Harald Grieg - Henrik Groth | - Helge Gundersen - Per Krogh - Marie Lous Mohr - Abelone Møkster - Otto Nielsen - Odd Nansen - Rasmus Navelsaker - Peder J. M. Pedersen - Birger Ruud | - Lauritz Sand - Didrik Arup Seip - Arne Sælensminde - Lars Sæther - Gustav Sønsteby - Henrik Sørensen - Leopold Tyrmand - Kristian Welhaven - Arnulf Øverland |

## Imagens
|  |  |